# Supercoppa lussemburghese (pallavolo femminile)
La Supercoppa lussemburghese è una competizione pallavolistica per squadre di club lussemburghesi femminili, organizzata con cadenza annuale dalla FLVB.

## Edizioni
| Edizione      | Edizione          | Podio         | Podio         | Podio         |               |
| Anno          | Sede della finale | Campione      | Risultato     | Finalista     |               |
| ------------- | ----------------- | ------------- | ------------- | ------------- | ------------- |
| 2018 Dettagli | Lussemburgo       | RSR Walfer    | 3 - 1         | CHEV          |               |
| 2019 Dettagli | Lussemburgo       | RSR Walfer    | 3 - 0         | CHEV          |               |
| 2020-2021     | -                 | Non disputata | Non disputata | Non disputata | Non disputata |
| 2022 Dettagli | Lussemburgo       | RSR Walfer    | 3 - 0         | Mamer         |               |
| 2023 Dettagli | Lorentzweiler     | RSR Walfer    | 3 - 0         | Mamer         |               |
| 2024 Dettagli | Bertrange         | Mamer         | 3 - 2         | RSR Walfer    |               |

## Palmarès
| Squadra    | Titolo | Edizione               |
| ---------- | ------ | ---------------------- |
| RSR Walfer | 4      | 2018, 2019, 2022, 2023 |
| Mamer      | 1      | 2024                   |